# Шелдон Купер
Шелдон Ли Купер (енгл. Sheldon Lee Cooper; Галвестон, 26. фебруар 1980) јесте измишљени лик из телевизијске серије Штребери, у којој га тумачи Џим Парсонс и Млади Шелдон, у којој га тумачи Ијан Армитаџ (са Парсонсом као наратором). Џим је за ову улогу добио две Еми награде и Златни глобус. У серији Млади Шелдон фокус је на Шелдоновом детињству: радња је смештена у 1989. годину, када је Шелдон, деветогодишње чудо од детета, прескочио пет разреда и кренуо у средњу школу заједно са својим старијим братом.
Одрасли Шелдон је виши теоријски физичар на Калифорнијском технолошком институту, а у првих десет сезона станује са својим колегом и најбољим другом, Ленардом Хофстатером (Џони Галеки), у Пасадени. Они су такође пријатељи и сарадници Хауарда Воловица (Сајмон Хелберг) и Ража Кутрапалија (Кунал Најар). У десетој сезони, Шелдон се сели у стан преко пута са својом девојком Ејми (Мејим Бајлик) у бивши стан Ленардове супруге Пени (Кејли Квоко). Шелдон има IQ на нивоу генија, али показује фундаментални недостатак социјалних вештина, слабо разумевање хумора и тешкоће у препознавању сарказма и ироније код других људи, иако их он често користи. Показује високо идиосинкратско понашање и општи недостатак понизности, емпатије и толеранције. Ове карактеристике пружају већину хумора везаног за Шелдона, што је довело до тога да је описан као избијајући лик серије. Неки гледаоци су тврдили да је Шелдонова личност конзистентна са Аспергеровим синдромом и опсесивно-компулзивним поремећајем. Кокреатор серије Бил Прејди је изјавио да Шелдонов лик није био замишљен нити је развијен да би се тицао ових особина, иако је Парсонс изјавио да, по његовом мишљењу, Шелдон „није могао показати више особина” Аспергеровог синдрома.

## Стварање и кастинг
Лик Шелдона Купера инспирисан је компјутерским програмером, који је познат и као кокреатор серије, Билом Прејдијем. Име је добио по глумцу и продуценту Шелдону Ленарду и добитнику Нобелове награде Леону Куперу. Чак Лори је првобитно замислио Џонија Галекија у овој улози, али је Галеки мислио да би му боље пристајала улога Ленарда. Лори је изјавио да је Џим Парсонс, када је дошао на аудицију за улогу, био „тако запањујуће добар” да су га замолили да поново одради аудицију „како би се уверили да му се није посрећило”. Шелдон је један од четири лика који се појављују у свакој епизоди серије, заједно са Ленардом, Хауардом и Ражом.

## Порекло
Шелдон потиче из тексашке породице. Отац Џорџ, био је фудбалер, а мајка Мери, врло побожна. Такође, Шелдон има и сестру близнакињу Миси и старијег брата Џорџа млађег.